# Großwilfersdorf
Großwilfersdorf är en ort och kommun i distriktet Hartberg-Fürstenfeld i förbundslandet Steiermark i Österrike.
Kommunen består av nio orter (Ortschaften) (inom parentes invånarantal 1 januari 2024):

- Großwilfersdorf (738)
- Hainersdorf (286)
- Hainfeld bei Fürstenfeld (156)
- Herrnberg (177)
- Maierhofbergen (130)
- Maierhofen (72)
- Obgrün (137)
- Radersdorf (179)
- Riegersdorf (240)

Kommunen fick sin nuvarande form den 1 januari 2015 genom en sammanslagning av kommunerna Großwilfersdorf och Hainersdorf.